# Královská astronomická společnost
Royal Astronomical Society (Královská astronomická společnost, RAS) je společnost, pro podporu astronomického výzkumu, která sdružuje profesionální i amatérské astronomy. Společnost se schází v Burlington House, v Piccadilly, v Londýně a na různých místech Velké Británie. Společnost má asi 3000 členů, z nichž asi třetina žije mimo Velkou Británii.

## Historie
Královská astronomická společnost byla založena v roce 1820 jako Astronomical Society of London. V roce 1831 byla přejmenována na Royal Astronomical Society, když získala 15. prosince 1830 od krále Williama IV. výsadní listinu. 
Mezi čtrnáct zakládajících členů, kteří se poprvé sešli 12. ledna 1820, patřili John Herschel, Charles Babbage, Henry Colebrooke, Thomas Colby, Olinthus Gregory, William Pearson, a Francis Baily. Společnost byla založena hlavně z důvodu potřeby rozvoje astronomie v Anglii, která začala za kontinentálním vývojem zaostávat.
Jako první vedoucí byl zvolen Daniel Moore[zdroj⁠?!], později byl zaveden statut prezidenta. Prvním prezidentem Astronomické společnosti byl Duke of Somerset, který však na post velmi brzy rezignoval kvůli tlaku Královské společnosti, která se obávala úbytku členů. Prezidentem se pak stal William Herschel. 8. února 1820 se konalo první zasedání, na něm byl přijat i první člen, který nebyl anglické národnosti, polák Peter Slawinski. 
Od roku 1915 se členem může stát také žena.

## Ocenění
Nejvyšším oceněním Královské astronomické společnosti je Gold Medal. Nejznámější držitelé této ceny jsou Albert Einstein (1926) a Stephen Hawking (1985). Další ceny, které uděluje Královská astronomická společnost jsou Eddington Medal, Herschel Medal, Chapman Medal, Price Medal a Jackson-Gwilt Medal.

## Prezidenti Královské astronomické společnosti
Prvním prezidentem Královské astronomické společnosti, který vykonával svoji funkci, byl William Herschel. Od té doby tuto funkci vykonávalo mnoho známých astronomů. V současné době je prezident volen na dobu dvou let.
Nedávní prezidenti:
- 1992 Martin Rees
- 1994 Carole Jordan
- 1996 Malcolm Longair
- 1998 David Williams
- 2000 Nigel Weiss
- 2002 Jocelyn Bell Burnell
- 2004 Kathryn Whaler
- 2006 Michael Rowan-Robinson
- 2008 Andrew Fabian

Další významní členové, kteří byli prezidenty Královské astronomické společnosti:
- John Couch Adams
- George Airy
- Francis Baily
- Arthur Cayley
- George Darwin
- Herbert Dingle
- Frank Watson Dyson
- Arthur Eddington
- James Glaisher
- John Herschel
- Fred Hoyle
- William Huggins
- James Jeans
- Harold Jeffreys
- Edward Knobel
- William Lassell
- John Lee
- Lord Lindsay
- Bernard Lovell
- Donald Lynden-Bell
- Percy Alexander MacMahon
- Reverend Robert Main
- Admiral Manners
- William McCrea
- Arthur Milne
- Henry Crozier Keating Plummer
- Charles Pritchard
- Kenneth Pounds
- Ralph Allen Sampson
- Michael Seaton
- Francis Graham Smith
- William Henry Smyth
- Mary Somerville
- Harold Spencer Jones
- William Herbert Steavenson
- Edward Stone
- Frederick John Marrian Stratton
- Arnold Wolfendale
- Richard van der Riet Woolley
- John Wrottesley